# Uruczcza
Uruczcza (biał. Уручча; ros. Уручье, Uruczje) – stacja mińskiego metra w centrum dzielnicy o tej samej nazwie. Stanowi ostatnią stację północno-wschodniego końca Linii Moskiewskiej i jest pierwszą stacją mińskiego metra usytuowaną poza obwodnicą miasta. Znajduje się 1750 metrów od stacji Barysauski trakt.
Budowa stacji rozpoczęła się w 2001 roku. 15 września 2006 w czasie prac budowlanych odkopano na głębokości 8 m kość mającą ponad metr długości i 30 centymetrów grubości. Pierwsze informacje wskazywały, że jest to kość mamuta. Jednakże szczegółowe badania wykazały, że należała ona do słonia leśnego. Stacja została oddana do użytku 7 listopada 2007 roku. Całkowity koszt budowy linii od stacji Uschod do stacji Uruczcza wyniósł 240 miliardów rubli białoruskich.
Na północ od wejścia do stacji znajduje się pagórek, na którym położony jest stary cmentarz. W pobliżu cmentarza w latach 20. i 30. XX w. funkcjonariusze NKWD dokonywali masowych egzekucji.

## Fotografie

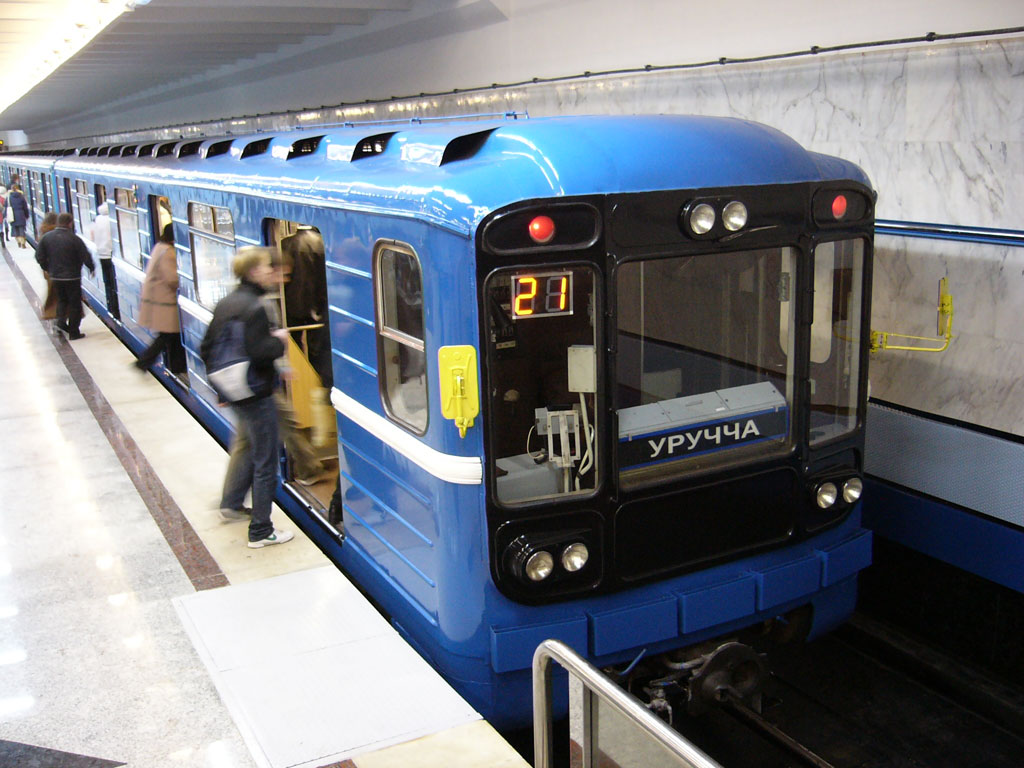
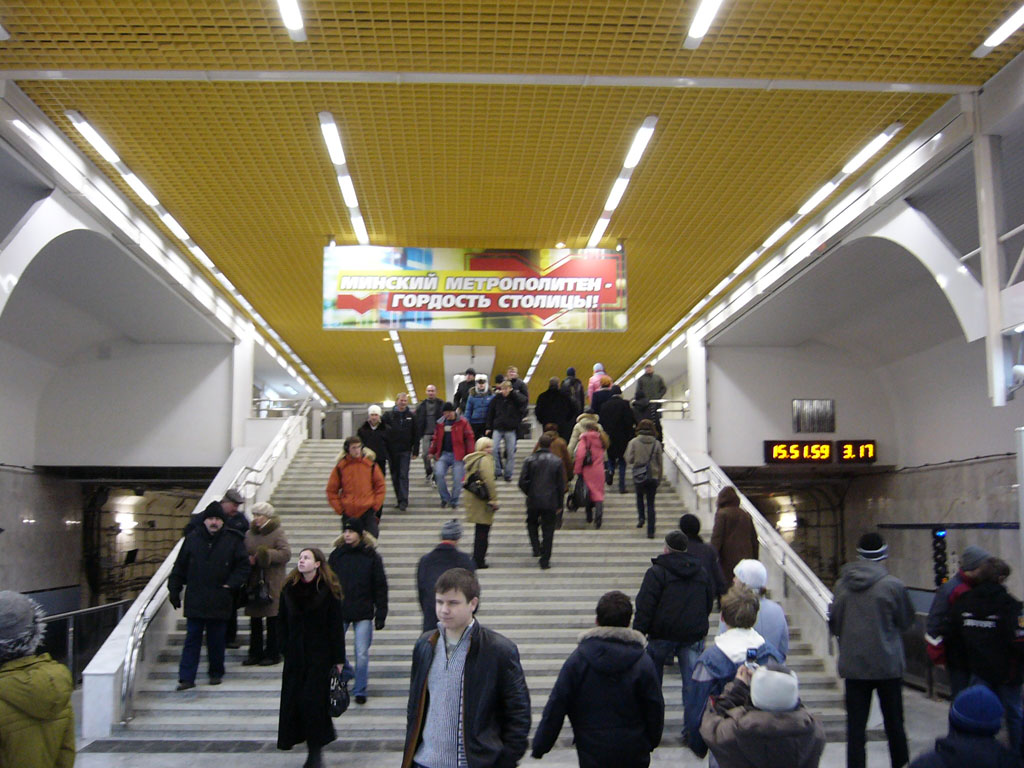